# Hügel-Marienkäfer

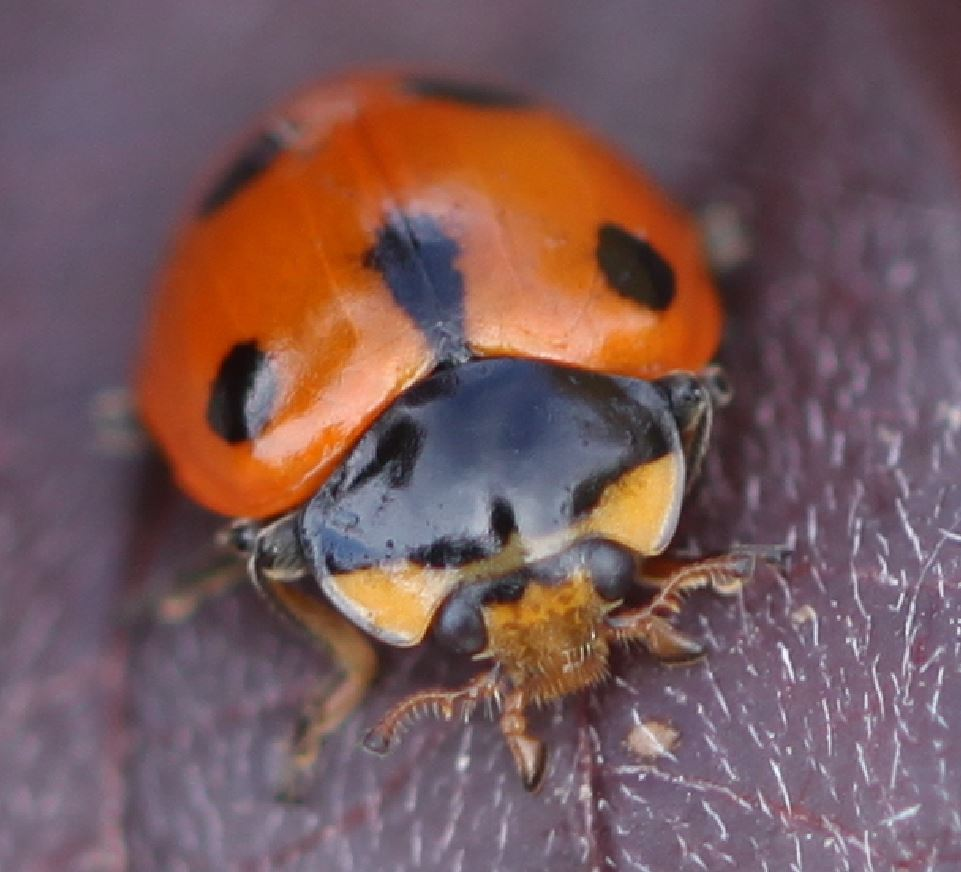
Kopf und Halsschild von vorne

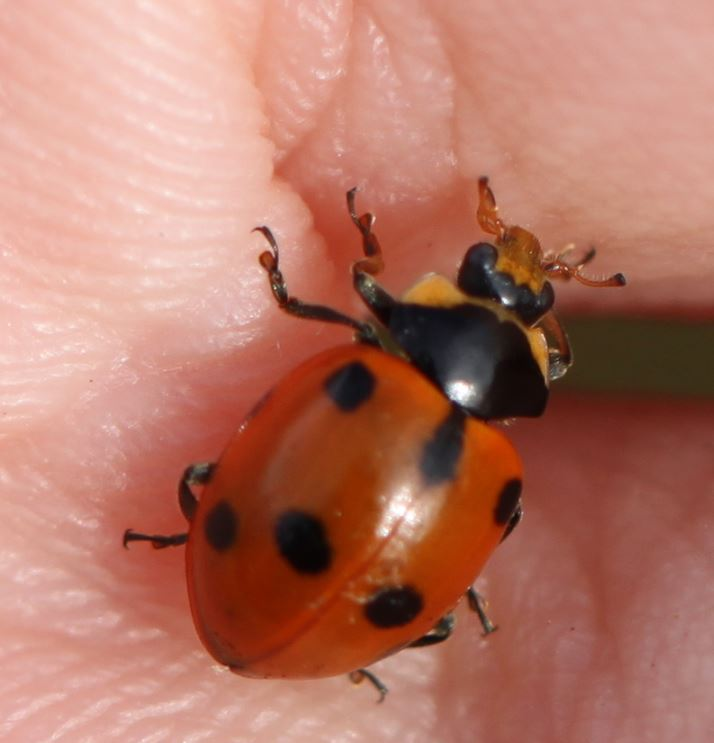
Hippodamia undecimpunctata, 7 Flecke klar erkennbar, 4 Flecke nur angedeutet

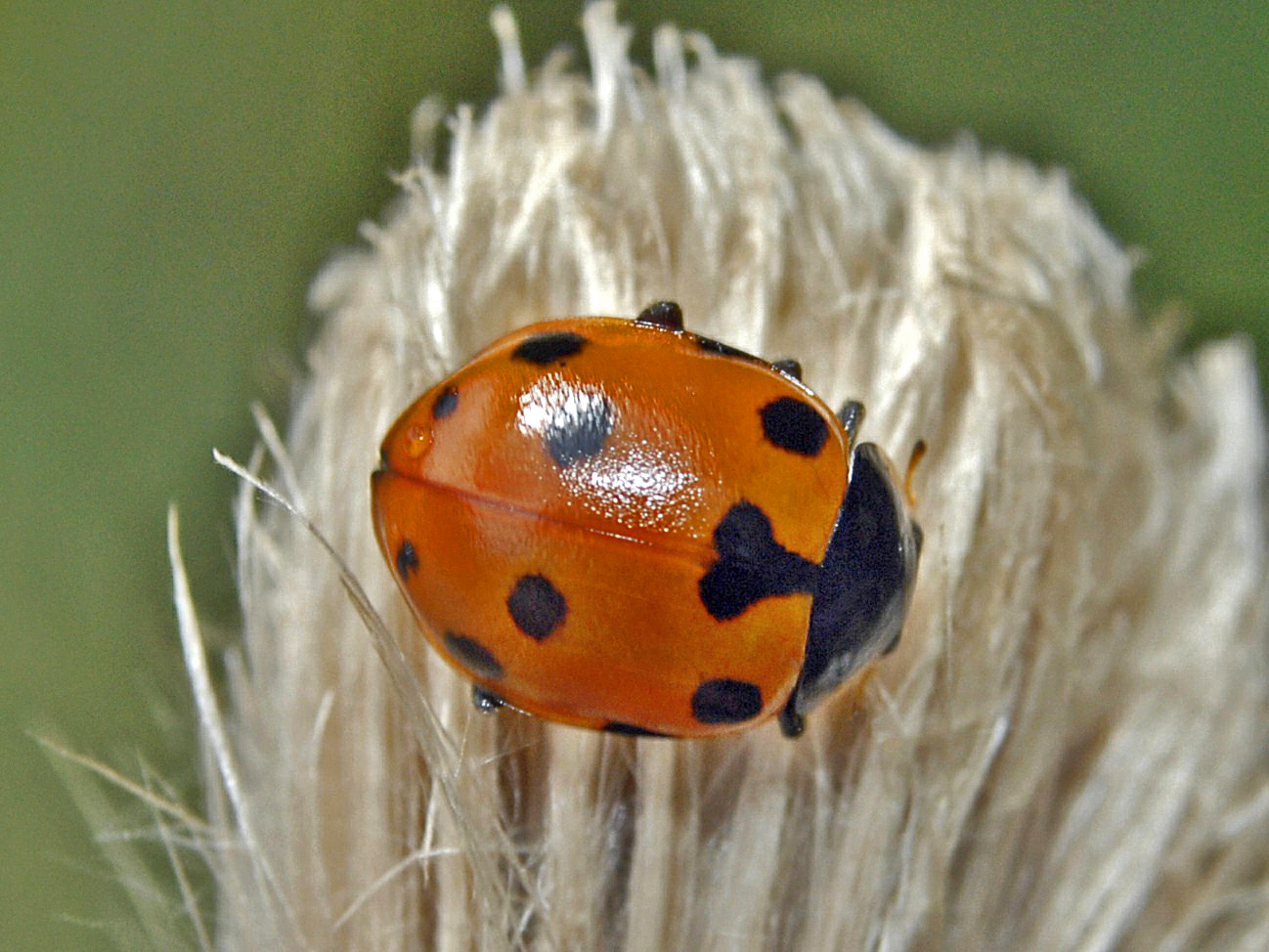
Dorsalansicht von Hippodamia undecimpunctata, die 11 Flecke klar erkennbar

Der Hügel-Marienkäfer (Hippodamia undecimnotata) ist ein Käfer aus der Familie der Marienkäfer (Coccinellidae). Der Namenszusatz leitet sich aus dem Lateinischen ab und bedeutet „11-fleckig“.

## Merkmale
Die Käfer werden 5 bis 7 Millimeter lang. Halsschild und Kopf besitzen eine schwarze Grundfärbung. Die vorderen Ecken des Halsschildes sind weiß gefärbt und über einen schmalen Streifen entlang dem Vorderrand miteinander verbunden. Der Bereich zwischen den Augen ist ebenfalls weiß gefärbt. Die orange bis rot gefärbten Elytren weisen einen basalen schwarzen Fleck an der Flügeldeckennaht auf. Nahe den vorderen Ecken, im hinteren Drittel nahe der Flügeldeckennaht sowie unterhalb diesen und leicht nach hinten versetzt befindet sich pro Deckflügel jeweils ein schwarzer Fleck. Ferner hat er noch einen schwarzen Fleck im vorderen Drittel am äußeren Flügelrand sowie noch einen kleineren Fleck nahe der hinteren Ecke der Flügel. Diese Flecke sind häufig nur angedeutet oder fehlen vollständig. Die Beine sind schwarz mit Ausnahme der Innenseite der vorderen Tibia und den vorderen Tarsen. Das dritte Fühlerglied des Männchens besitzt eine stumpf zahnförmig vorspringende Ecke.

## Verbreitung
Die Art kommt hauptsächlich im Südosten Europas vor. Das Verbreitungsgebiet erstreckt sich im Westen bis nach Frankreich und Belgien. In Asien reicht ihr Vorkommen in den Nahen Osten sowie bis nach Ostasien.

## Lebensweise
Die Käferart besitzt unterschiedliche Habitate. Man findet sie an Waldrändern, in Lichtungen, auf Kiefern- und Steppenheiden sowie an Flussauen. Dort halten sie sich häufig auf Disteln und Flockenblumen, an Vertretern der Gattung Artemisia, an Doldenblütlern sowie auf Wacholder auf. Die Marienkäfer vertilgen
Mehlige Pflaumenblattläuse (Hyalopterus pruni) und gelten deshalb als Nützlinge. Im Herbst und im Winter treten die Käfer oft massenhaft unter Steinen auf.

## Taxonomie
In der Literatur finden sich folgende Synonyme:
- Ceratomegilla undecimnotata (D. H.Schneider, 1792)
- Coccinella undecimnotata D. H. Schneider, 1792
- Coccinella novempunctata Geoffroy, 1785
- Coccinella undecimmaculata D. H.Schneider, 1792
- Coccinella cardui Brahm, 1802
- Coccinella maritima Ménétriés, 1832
- Coccinella fulvimana Motschulsky, 1837
- Coccinella saliana Faldermann, 1837
- Adalia undecimnotata
- Semiadalia undecimnotata Schneider